# Franz Egon von Fürstenberg (Generalvikar)
Franz Egon von Fürstenberg (* 15. Dezember 1702; † 10. Oktober 1761 in Aachen) war Domdechant und Generalvikar in Münster.

## Leben
Franz Egon, Reichsfreiherr von Fürstenberg, war ein Sohn des Paderborner Obriststallmeisters Ferdinand von Fürstenberg (1661–1718) zu Schnellenberg und Waterlappe aus der westfälischen Familie von Fürstenberg und der Maria Theresia von Westphalen zu Fürstenberg (1663–1737). Sein Bruder Freiherr Hugo Franz von Fürstenberg (1692–1755) war Domküster in Münster und Kapitular in Hildesheim und Paderborn, Christian Franz Dietrich (1689–1755) Reichshofrat und Erbdrost, Wilhelm Franz (1684–1707) Domherr, Ferdinand Anton (1683–1711) Domherr, Friedrich Christian (1700–1742) kurkölnischer Minister, und Friedrich (1685–1706) Domherr.
Franz Egon besuchte von 1715 bis 1717 das Jesuitengymnasium in Siegen, studierte von 1718 bis 1720 an der Universität Köln, von 1722 bis 1723 an der Universität Salzburg und von 1724 bis 1725 am Collegium Germanicum in Rom. 1720 erhielt er nach der Resignation seines Bruders Christian Franz Theodor dessen Domherrenstelle in Münster (Aufschwörung 27. August 1720, Emanzipation 10. Juli 1725), 1721 auch in Halberstadt und Paderborn und 1734 ein Domkanonikat in Hildesheim. Dort wurde er 1742 Domscholaster. Er war außerdem Propst des Kollegiatstifts Busdorf in Paderborn, Großkreuzherr des Michaelsordens und führte den Titel eines Kurkölnisch-Münsterischen Geheimen Hof- und Kriegsrats.
Der Kölner Kurfürst Clemens August von Bayern als Bischof von Münster ernannte Fürstenberg am 30. Mai 1737 als Nachfolger des verstorbenen Nikolaus Hermann von Ketteler zum Generalvikar und Siegler, obwohl das Domkapitel nachdrücklich den Domdechanten Friedrich Christian Joseph von Galen favorisiert hatte. Am 12. März 1748 wählte ihn das münsterische Domkapitel zum Domdechanten. Beide Ämter übte Fürstenberg bis zum Tod des Kurfürsten am 6. Februar 1761 aus. Danach führte er als Kapitularvikar die Regierung des Hochstifts Münster, war auch als Bischofskandidat in Aussicht genommen, erlitt aber noch im Februar d. J. einen schweren Schlaganfall, an dessen Folgen er am 10. Oktober d. J. in Aachen starb.
Fürstenberg vermachte seine umfangreiche und wertvolle Büchersammlung und die seines vorverstorbenen Bruders Hugo Franz der früheren Akademie zu Münster (sog. „Bibliotheca Fuerstenbergica“). Dort sollte sie in einem sicheren Zimmer unter Aufsicht eines zuverlässigen Geistlichen aufbewahrt werden. Sie befindet sich heute in der Universitätsbibliothek Münster.